# Капоната
Капона́та (итал. сaponata, сиц. сapunata) — традиционное сицилийское блюдо, вид овощного рагу из баклажанов, тушёных вместе с другими овощами: луком, помидорами (или томатным соусом), сельдереем и др., с добавлением оливок и каперсов .
Используется в горячем виде как самостоятельное блюдо, гарнир, или же в холодном виде в качестве закуски.

## Этимология
Название часто возводят к слову capone, которым в некоторых частях Сицилии называют золотую макрель. Сторонники этой версии предполагают, что первоначально капоната представляла собой блюдо из рыбы в кисло-сладком соусе, но впоследствии макрель была заменена на более экономичные баклажаны. 
По другой версии, слово восходит к латинскому caupona — трактир .

## Ингредиенты
Основными ингредиентами капонаты являются обжаренные баклажаны, очищенные томаты или томатный соус, репчатый лук, черешковый сельдерей, оливковое масло, соленые оливки и каперсы. Для придания кисло-сладкого оттенка используют винный уксус и сахар или мёд. 
На Сицилии существуют разновидности капонаты, в которых используются и другие ингредиенты: сладкий перец, огурцы, картофель, кедровые орешки или миндаль.

## Авторские рецепты
Авторские рецепты капонаты предлагают в своих книгах многие известные кулинары, среди которых Гордон Рамзи и Джейми Оливер.

## Приготовление
Баклажаны нарезаются и обжариваются на сковороде до золотистого цвета отдельно от остальных ингредиентов, в большом количестве растительного масла (практически во фритюре). Далее обжариваются чеснок,  лук и сельдерей. Для консистенции к овощам добавляется соус на томатной основе (например, пуммарола), оливки, каперсы (бутоны) и томаты, а также, при наличии в рецептуре, орехи. В дальнейшем в сковороду с овощами отправляются обжаренные ранее баклажаны, добавляются соль, сахар и белый винный уксус. Зеленью блюдо посыпается перед подачей; в некоторых рецептах базилик добавляется в сковороду на последней стадии готовки.